# 24 uur van Le Mans 1955

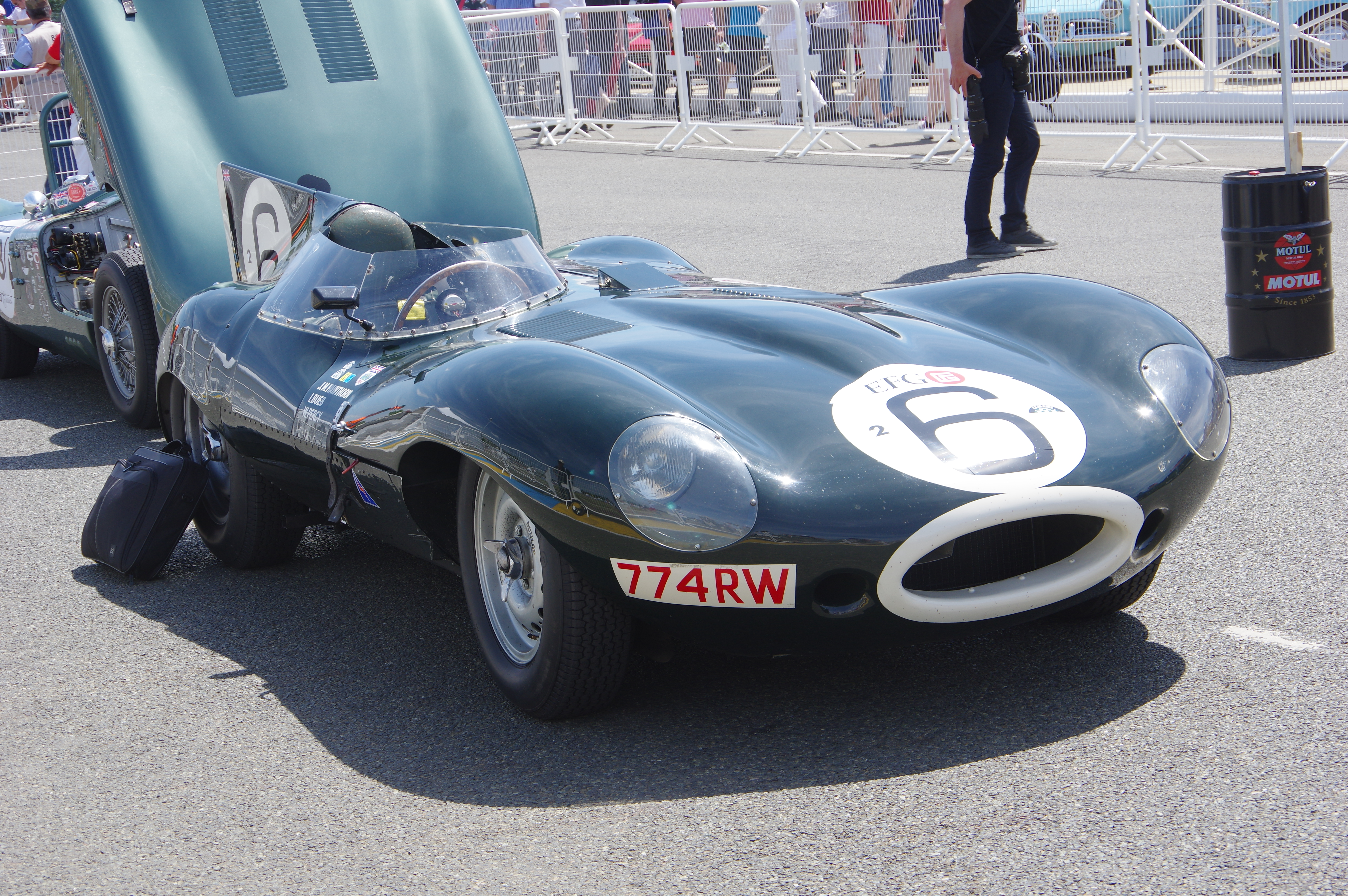
De winnende auto: de Jaguar D-Type #6.

De 24 uur van Le Mans 1955 was de 23e editie van deze endurancerace. De race werd verreden op 11 en 12 juni 1955 op het Circuit de la Sarthe nabij Le Mans, Frankrijk. Deze editie werd vooral bekend vanwege de ramp die plaatsvond tijdens de race, waardoor 84 mensen om het leven kwamen en 120 anderen gewond raakten. Dit is het dodelijkste ongeval in de geschiedenis van de autosport.
De race werd gewonnen door de Jaguar Cars Ltd. #6 van Mike Hawthorn en Ivor Bueb, die allebei hun eerste Le Mans-zege behaalden. De S 3.0-klasse werd gewonnen door de Aston Martin Lagonda Ltd #23 van Peter Collins en Paul Frère. De S 1.5-klasse werd gewonnen door de Porsche KG #37 van Helmut Polensky en Richard von Frankenberg. De S 2.0-klasse werd gewonnen door de Bristol Aeroplane Co. #34 van Peter Wilson en Jim Mayers. De S 1.1-klasse werd gewonnen door de Porsche KG #49 van Auguste Veuillet en Zora Arkus-Duntov. De S 750-klasse werd gewonnen door de Ecurie Jeudy-Bonnet #63 van Louis Cornet en Robert Mougin.

## Ramp
Aan het eind van de 35e ronde werd Lance Macklin ingehaald door Mike Hawthorn, die vervolgens afremde voor zijn pitstop. Hawthorn remde dusdanig snel af dat Macklin van zijn lijn moest afwijken en in het midden van de baan ging rijden. Macklin zag hierbij echter de snel naderende Mercedes-Benz-coureurs Pierre Levegh en Juan Manuel Fangio over het hoofd. Levegh had geen tijd om te reageren en raakte de auto van Macklin. Zijn auto werd hierbij gelanceerd en kwam aan de linkerkant van de baan terecht. Hij stortte neer in een dam van aarde, bedoeld om het publiek te beschermen. Vele onderdelen van zijn auto braken hierdoor af en vlogen nog meters door de lucht, waardoor deze in het publiek belandden en in brand vlogen. Ook Levegh werd uit de auto geslingerd en hij kwam hierbij om het leven. 82 toeschouwers kwamen om het leven bij het ongeluk, omdat zij geraakt werden door brokstukken of in het vuur verbrandden.
De race werd niet afgebroken, omdat de organisatie bang was dat de wegen daarna verstopt zouden raken met vertrekkende toeschouwers, waardoor de hulpdiensten niet bij het circuit konden komen. Enkele uren na het ongeluk besloot Mercedes-Benz om hun twee andere auto's per direct uit de race terug te trekken. De fabrikant kondigde aan het eind van 1955 aan om te stoppen met de autosport. Pas in de jaren '80 keerden zij terug in de sport. Naar aanleiding van het ongeluk werd autosport verbannen uit Frankrijk, Zwitserland en Duitsland, alhoewel deze ban in Frankrijk en Duitsland korte tijd later werd teruggedraaid. Het verbod in Zwitserland bestaat nog steeds.

## Race
Winnaars in hun klasse zijn vetgedrukt. Auto's die minder dan 70% van de afstand van de winnaar van hun klasse hadden afgelegd werden niet geklasseerd. De #48 Lotus Engineering werd gediskwalificeerd omdat deze op het circuit achteruit reed.
| Pos. | Klasse | No. | Team                            | Coureurs                                        | Chassis                    | Motor                          | Ronden |
| ---- | ------ | --- | ------------------------------- | ----------------------------------------------- | -------------------------- | ------------------------------ | ------ |
| 1    | S 5.0  | 6   | Jaguar Cars Ltd.                | Mike Hawthorn Ivor Bueb                         | Jaguar D-Type              | Jaguar 3.4L S6                 | 307    |
| 2    | S 3.0  | 23  | Aston Martin Lagonda Ltd        | Peter Collins Paul Frère                        | Aston Martin DB3S          | Aston Martin 2.9L S6           | 302    |
| 3    | S 5.0  | 10  | Ecurie Francorchamps            | Jacques Swaters Johnny Claes                    | Jaguar D-Type              | Jaguar 3.4L S6                 | 296    |
| 4    | S 1.5  | 37  | Porsche KG                      | Helmut Polensky Richard von Frankenberg         | Porsche 550 RS Spyder      | Porsche 1498cc F4              | 284    |
| 5    | S 1.5  | 66  | Ecurie Belge Gustave Olivier    | Wolfgang Seidel Olivier Gendebien               | Porsche 550 RS Spyder      | Porsche 1498cc F4              | 276    |
| 6    | S 1.5  | 62  | Porsche KG                      | Helm Glöckler / Jaroslav Juhan                  | Porsche 550 RS Spyder      | Porsche 1498cc F4              | 273    |
| 7    | S 2.0  | 34  | Bristol Aeroplane Co.           | Peter Wilson Jim Mayers                         | Bristol 450C               | Bristol 1979cc S6              | 271    |
| 8    | S 2.0  | 33  | Bristol Aeroplane Co.           | Mike Keen Tommy Line                            | Bristol 450C               | Bristol 1979cc S6              | 270    |
| 9    | S 2.0  | 32  | Bristol Aeroplane Co.           | Tommy Wisdom Jack Fairman                       | Bristol 450C               | Bristol 1979cc S6              | 268    |
| 10   | S 2.0  | 35  | Automobiles Frazer Nash Ltd.    | Marcel Becquart Richard Stoop                   | Frazer Nash Sebring        | Bristol 1971cc S6              | 260    |
| 11   | S 1.5  | 40  | Edgar Fronteras                 | Giulio Cabianca Giuseppe Scorbati               | OSCA MT-4                  | OSCA 1491cc S4                 | 256    |
| 12   | S 1.5  | 41  | MG Cars Ltd.                    | Ken Miles John Lockett                          | MG EX.182                  | MG 1489cc S4                   | 249    |
| 13   | S 1.1  | 49  | Porsche KG                      | Auguste Veuillet Zora Arkus-Duntov              | Porsche 550 RS Spyder      | Porsche 1097cc S4              | 245    |
| 14   | S 2.0  | 28  | Standard Triumph Ltd.           | Ninian Sanderson Bob Dickson                    | Triumph TR2                | Triumph 1991cc S4              | 242    |
| 15   | S 2.0  | 29  | Standard Triumph Ltd.           | Ken Richardson Bert Hadley                      | Triumph TR2                | Triumph 1991cc S4              | 242    |
| 16   | S 750  | 63  | Ecurie Jeudy-Bonnet             | Louis Cornet Robert Mougin                      | DB HBR-MC                  | Panhard 745cc F2               | 236    |
| 17   | S 1.5  | 64  | MG Cars Ltd.                    | Ted Lund Hans Waeffler                          | MG EX.182                  | MG 1489cc S4                   | 234    |
| 18   | S 1.5  | 65  | Gustave Olivier                 | Gonzague Olivier Josef Jeser                    | Porsche 550 RS Spyder      | Porsche 1498cc F4              | 234    |
| NC   | S 2.0  | 68  | Standard Triumph Ltd.           | Leslie Brooke Mortimer Morris-Goodall           | Triumph TR2                | Triumph 1991cc S4              | 214    |
| 19   | S 750  | 59  | Ecurie Jeudy-Bonnet             | Louis Héry Georges Trouis                       | DB HBR Spyder              | Panhard 745cc F2               | 209    |
| NC   | S 1.1  | 47  | Cooper Car Co.                  | John Brown Edgar Wadsworth                      | Cooper T39                 | Coventry Climax 1098cc S4      | 207    |
| DNF  | S 3.0  | 16  | Officine Alfieri Maserati       | Luigi Musso Gino Valenzano                      | Maserati 300S              | Maserati 3.0L S6               | 239    |
| DNF  | S 3.0  | 22  | Briggs Cunningham               | Briggs Cunningham Sherwood Johnston             | Cunningham C6-R            | Offenhauser 2.9L S4            | 196    |
| DNF  | S 5.0  | 7   | Jaguar Cars Ltd.                | Tony Rolt Duncan Hamilton                       | Jaguar D-Type              | Jaguar 3.4L S6                 | 186    |
| DNF  | S 2.0  | 30  | Automobiles Gordini             | Hermano da Silva Ramos Jacques Pollet           | Gordini T15S               | Gordini 1987cc S8              | 145    |
| DNF  | S 750  | 52  | Société Monopole                | Jean Hémard Pierre Flahault                     | Monopole X86               | Panhard 745cc F2               | 145    |
| DNF  | S 750  | 60  | Automobili Stanguellini         | René Philippe Faure Pierre Duval                | Stanguellini S750 Bialbero | Stanguellini 740cc S4          | 136    |
| DNF  | S 3.0  | 19  | Daimler-Benz AG                 | Juan Manuel Fangio Stirling Moss                | Mercedes-Benz 300 SLR      | Mercedes-Benz 3.0L S8          | 134    |
| DNF  | S 3.0  | 21  | Daimler-Benz AG                 | Karl Kling André Simon                          | Mercedes-Benz 300 SLR      | Mercedes-Benz 3.0L S8          | 130    |
| DNF  | S 1.1  | 51  | Automobiles Panhard et Levassor | René Cotton André Beaulieux                     | Panhard VM-5               | Panhard 850cc F2               | 108    |
| DNF  | S 5.0  | 5   | Scuderia Ferrari                | Maurice Trintignant Harry Schell                | Ferrari 735 LM             | Ferrari 4.4L S6                | 107    |
| DNF  | S 5.0  | 8   | Jaguar Cars Ltd.                | Don Beauman Norman Dewis                        | Jaguar D-Type              | Jaguar 3.4L S6                 | 106    |
| DNF  | S 3.0  | 24  | Aston Martin Lagonda Ltd        | Roy Salvadori Peter Walker                      | Aston Martin DB3S          | Aston Martin 2.9L S6           | 105    |
| DNF  | S 3.0  | 12  | "Heldé"                         | Pierre Louis-Dreyfus Jean Lucas                 | Ferrari 750 Monza          | Ferrari 3.0L S4                | 104    |
| DNF  | S 750  | 58  | Ecurie Jeudy-Bonnet             | Paul Armagnac Gérard Laureau                    | DB HBR-MC                  | Panhard 745cc F2               | 101    |
| DSQ  | S 1.1  | 48  | Lotus Engineering               | Colin Chapman Ron Flockhart                     | Lotus Mark IX              | Coventry Climax 1098cc S4      | 99     |
| DNF  | S 2.0  | 31  | Officine Alfieri Maserati       | Carlo Tomasi Francesco Giardini                 | Maserati 200S              | Maserati 1986cc S4             | 96     |
| DNF  | S 1.1  | 50  | Automobiles Panhard et Levassor | Pierre Chancel Robert Chancel                   | Panhard VM-5               | Panhard 850cc F2               | 94     |
| DNF  | S 5.0  | 1   | Aston Martin Lagonda Ltd        | Reg Parnell Dennis Poore                        | Lagonda DP-166             | Lagonda 4.5L V12               | 93     |
| DNF  | S 3.0  | 25  | Aston Martin Lagonda Ltd        | Tony Brooks John Riseley-Prichard               | Aston Martin DB3S          | Aston Martin 2.9L S6           | 83     |
| DNF  | S 3.0  | 27  | Jean-Paul Colas                 | Jean-Paul Colas Jacques Dewez                   | Salmson 2300S Cabriolet    | Salmson 2.3L L4                | 82     |
| DNF  | S 5.0  | 3   | Scuderia Ferrari                | Umberto Maglioli Phil Hill                      | Ferrari 735 LM             | Ferrari 4.4L S6                | 76     |
| DNF  | S 1.5  | 38  | Walter Ringgenberg              | Walter Ringgenberg Hans-Jörg Gilomen            | Porsche 550/4              | Porsche 1498cc F4              | 65     |
| DNF  | S 1.5  | 43  | Connaught Engineering           | Kenneth McAlpine Eric Thompson                  | Connaught AL/SR            | Lea Francis 1484cc S4          | 60     |
| DNF  | S 5.0  | 4   | Scuderia Ferrari                | Eugenio Castellotti Paolo Marzotto              | Ferrari 735 LM             | Ferrari 4.4L S6                | 52     |
| DNF  | S 2.0  | 69  | A. Constantin                   | Jacques Savoye Jacques Poch                     | Constantin 203C Spyder     | Peugeot 1425cc S4 Supercharged | 52     |
| DNF  | S 1.1  | 46  | Kieft Cars Ltd.                 | Alan Rippon Ray Merrick                         | Kieft Sport                | Coventry Climax 1098cc S4      | 47     |
| DNF  | S 750  | 57  | Ecurie Jeudy-Bonnet             | René Bonnet Claude Storez                       | DB HBR                     | Panhard 745cc F2               | 44     |
| DNF  | S 5.0  | 9   | Briggs Cunningham               | Phil Walters William Spear                      | Jaguar D-Type              | Jaguar 3.4L S6                 | 43     |
| DNF  | S 5.0  | 11  | Cooper Car Co                   | Peter Whitehead Graham Whitehead                | Cooper T38                 | Jaguar 3.4L S6                 | 38     |
| DNF  | S 3.0  | 20  | Daimler-Benz AG                 | Pierre Levegh John Cooper Fitch                 | Mercedes-Benz 300 SLR      | Mercedes-Benz 3.0L L8          | 34     |
| DNF  | S 2.0  | 36  | Automobiles Frazer Nash Ltd.    | Cecil Vard Dick Odlum                           | Frazer Nash Sebring        | Bristol 1971cc S6              | 33     |
| DNF  | S 750  | 53  | Société Monopole                | Francis Navarro Jean de Montrémy                | Monopole Sport X88         | Panhard 745cc F2               | 30     |
| DNF  | S 3.0  | 26  | Lance Macklin                   | Lance Macklin Les Leston                        | Austin-Healey 100 S        | BMC A90 2.7L S4                | 28     |
| DNF  | S 1.5  | 42  | MG Cars Ltd.                    | Dick Jacobs Joe Flynn                           | MG EX.182                  | MG 1489cc S4                   | 27     |
| DNF  | S 750  | 56  | Automobiles VP                  | Yves Giraud-Cabantous Yves Lesur                | VP 166R                    | Renault 747cc S4               | 26     |
| DNF  | S 3.0  | 15  | Officine Alfieri Maserati       | Roberto Mieres Cesare Perdisa                   | Maserati 300S              | Maserati 3.0L S6               | 24     |
| DNF  | S 3.0  | 14  | Mike Sparken                    | Mike Sparken Masten Gregory                     | Ferrari 750 Monza          | Ferrari 3.0L S4                | 23     |
| DNF  | S 750  | 61  | Ufficine Nardi                  | Mario Damonte Roger Crovetto                    | Nardi 'Damolnar' Bisiluro  | Giannini 735cc S4              | 5      |
| DNF  | S 1.5  | 39  | Kieft Cars Ltd.                 | Berwyn Baxter John Deeley                       | Kieft Sport                | Turner 1493cc S4               | 4      |
| DNS  | S 5.0  | 2   | Ecurie Rosier                   | Louis Rosier Georges Grignard                   | Talbot-Lago T26 GS Spyder  | Talbot 4.5L S6                 | 0      |
| DNS  | S 3.0  | 17  | Automobiles Gordini             | Robert Manzon Élie Bayol Jean Behra             | Gordini T24S               | Gordini 3.0L S8                | 0      |
| DNS  | S 1.1  | 45  | Arnott Racing Cars              | Jim Russell Peter Taylor                        | Arnott Sports              | Coventry Climax 1098cc S4      | 0      |
| DNS  | S 750  | 54  | Moretti Automobili              | Lino Fayen Herman Rogenry                       | Moretti 750S               | Moretti 750cc S4               | 0      |
| DNS  | S 750  | 55  | Moretti Automobili              | Giorgio Ubezzi Mesnest Bellanger                | Moretti 750S               | Moretti 750cc S4               | 0      |
| RES  | S 750  | 70  | Société Pierre Ferry            | Jacques Blaché Louis Pons                       | Ferry Sports F750          | Renault 747cc S4               | 0      |
| RES  | S 750  | 72  | Automobiles VP                  | Jean-Marie Dumazer André Héchard Jérôme Pourond | VP 155R                    | Renault 747cc S4               | 0      |
| RES  | S 750  | 75  | Ecurie Rosier                   | Jean-Louis Rosier Jean Estager                  | Renault 4CV/1068 Spyder    | Renault 747cc S4               | 0      |

1923 · 1924 · 1925 · 1926 · 1927 · 1928 · 1929 · 1930 · 1931 · 1932 · 1933 · 1934 · 1935 · 1936 · 1937 · 1938 · 1939 · 1940 - 1948 · 1949 · 1950 · 1951 · 1952 · 1953 · 1954 · 1955 (Ramp) · 1956 · 1957 · 1958 · 1959 · 1960 · 1961 · 1962 · 1963 · 1964 · 1965 · 1966 · 1967 · 1968 · 1969 · 1970 · 1971 · 1972 · 1973 · 1974 · 1975 · 1976 · 1977 · 1978 · 1979 · 1980 · 1981 · 1982 · 1983 · 1984 · 1985 · 1986 · 1987 · 1988 · 1989 · 1990 · 1991 · 1992 · 1993 · 1994 · 1995 · 1996 · 1997 · 1998 · 1999 · 2000 · 2001 · 2002 · 2003 · 2004 · 2005 · 2006 · 2007 · 2008 · 2009 · 2010 · 2011 · 2012 · 2013 · 2014 · 2015 · 2016 · 2017 · 2018 · 2019 · 2020 · 2021 · 2022 · 2023 · 2024